# Trjavna
Trjavna (Bulgaars: Трявна, spelling tot 1945 Трѣвна) is een stadje in Centraal-Bulgarije. De stad ligt in het dal van de Trevnenska-rivier, aan de noordelijke uitlopers van de Tryavna-berg die in het Balkangebergte ligt. Steden in de buurt zijn Gabrovo en Veliko Tarnovo. Het stadje staat bekend om zijn textielindustrie en architectuur uit het tijdperk van de Nationale Herleving. Huidig is de textielindustrie van minder belang en telt het toerisme tot een van de belangrijkste bronnen van inkomsten. De toeristen komen voornamelijk voor het culturele erfgoed dat hier aanwezig is. In Trjavna zijn onder andere ruim 140 culturele monumenten, musea en tentoonstellingen te vinden. Trjavna is de geboorteplaats van de Bulgaarse schrijver Pencho Slaveykov en de revolutionair Angel Kanchev. De lokale kunstschool is een van de oudste en meest bekende binnen Bulgarije.
Trjavna heeft een spoorwegstation en ligt aan de geëlektrificeerde spoorlijn Gorna Orjachovitsa-Stara Zagora.
Trjavna is het administratieve centrum van de gelijknamige gemeente. In maart 2016 was het inwonersaantal 8.761.